# Download to Donate for Haiti
Download to Donate for Haiti is een in 2010 door Music for Relief uitgebrachte compilatiealbum, waarvan alle donaties naar de slachtoffers van de aardbeving in Haïti in 2010 gaan.

## Achtergrondinformatie
Music for Relief is een non-profitorganisatie dat in 2005 is opgezet door de Amerikaanse rockband Linkin Park. De organisatie heeft onder andere geholpen bij het bouwen van huizen in New Orleans nadat het gebied getroffen was door orkaan Katrina. De organisatie werkt samen met United Nations Foundation, Habitat for Humanity en de BAMA Works van de Dave Matthews Band om voedsel, water, medisch hulp en onderdak aan de slachtoffers te bieden.
Het idee voor het album werd op 14 januari door de bandleden van Linkin Park bedacht. Zij gingen door hun demo's heen en besloten met een van ze te werken voor het album. De songteksten werden geschrapt en via de mail schreven Chester Bennington en Mike Shinoda aan de nieuwe teksten. Het nummer werd op 17 januari afgerond. Tegelijkertijd produceerde Shinoda samen met Chad Hugo van The Neptunes het nummer Never Let Me Down van Kenna, een nummer dat zijn tweede studioalbum Make Sure They See My Face niet haalde. Hoewel Lupe Fiasco geen tijd had om een nummer op te nemen, attendeerde hij Shinoda op een nummer dat nog afgemaakt moest worden. Het lukte de rapper alsnog tijd te vinden om samen met Kenna Resurrection op te nemen, die op de dag van de release van het album nog niet toegevoegd was omdat het nog in de mix was.
Toen andere artiesten van het project hoorden, vroegen zij via hun management of zij ook een bijdrage konden leveren.

## Tracklist
| Nr. | Titel                                                      | Duur  |
| --- | ---------------------------------------------------------- | ----- |
| 1.  | Not Alone (Linkin Park)                                    | 04:12 |
| 2.  | Mother Maria (Slash & Beth Hart)                           | 05:35 |
| 3.  | Never Let Me Down (Kenna)                                  | 03:13 |
| 4.  | Heroes (Peter Gabriel)                                     | 04:02 |
| 5.  | Still (acoustic, Vancouver Sessions) (Alanis Morissette)   | 05:33 |
| 6.  | Resurrection (Lupe Fiasco & Kenna)                         | 04:07 |
| 7.  | We Are One (Hoobastank)                                    | 04:47 |
| 8.  | The Wind Blows (Skrillex Remix) (The All-American Rejects) | 04:57 |
| 9.  | It Must Be Love (Enrique Iglesias)                         | 03:45 |
| 10. | Typical Situation (Dave Matthews Band)                     | 12:58 |